# Ichneumon strigosus
Ichneumon strigosus là một loài tò vò trong họ Ichneumonidae.